# コイルセンター
コイルセンターは、主に鉄鋼メーカーで製造された鋼帯(コイル)を加工する、比較的大規模な流通加工業者のこと。鉄鋼以外の他の金属(アルミニウム・銅・チタンなど)でもこうした業者は存在するが、流通量・業者数が鉄鋼に比べて著しく少ないことなどから、通常コイルセンターといえば鉄鋼流通加工業者の一形態を指す。本稿でも特に断りのない限り鉄鋼(特に普通鋼)を前提にした記述を行う。

## コイルセンターの概要と機能

### 概要
鉄鋼製品のうち、巨大なトイレットペーパー状に巻き取られた鋼帯(通常「コイル」と呼ばれる)の切断加工を行うための、比較的大規模な設備を有した業者を指す。単に加工を行うだけでなく、コイルや加工製品の在庫も行うため、流通業者としての役割も重要である。一定の大きさに切断された鋼板(「シート」と呼ばれる)を専門に加工する業者とは業態が異なり、鉄鋼流通業界の中で重要な地位を占める。

### 分類
コイルセンターは、いくつかの基準で分類することができる。それぞれの特色に応じて、適切なコイルセンターを選択することが、発注側には求められる。
- 規模…加工量や最大加工寸法など、いくつかの要素が組み合わさって判断される
- 系列・経営母体…鉄鋼メーカー系、商社系、需要家系、独立系(オーナー系) など
- 加工品種…あらゆる鉄鋼品種を加工・在庫しているコイルセンターは存在せず、基本的な汎用鋼種の他には、各業者で特色ある品種を扱っている。一般的な普通鋼の他に、特殊鋼・電磁鋼板・亜鉛めっき/塗装亜鉛めっき鋼板(カラー鋼板)・ステンレスなどで、それぞれ専門的な業者がある。チタンがステンレスの高位代替品として流通した経緯もあって、ステンレス専業業者が同時にチタンを扱うことも珍しくない。
- 主要ユーザー…需要家系列の業者は、その需要家向けに特化した品揃え・加工を行っていることが大半(自動車向け、家電向け、建材向け、その他)。また、店売比率も特徴の一つ。

### 機能
コイルセンターが果たしている役割は多岐に渡るが、概ね次のように区分される。
1. 鋼材加工機能…コイルを所定の寸法に切断する作業を行う。巻き取られた鋼帯の形状を整え、正確かつ効率よく切断する作業には、実は極めて高度な技術が求められる。日本のコイルセンターの加工技術は世界のトップクラスであり、日本のものづくりの基礎を支える重要な役割を担っている。
2. 在庫機能…コイル・製品の在庫を行うことで、需要と供給のギャップを調整する。自動車メーカーなどで採用されているかんばん方式は、コイルセンターの在庫機能無しに成立しない。日々の需給ギャップを吸収する、コイルセンターの重要な機能の一つ。
3. 小売業者としての流通機能…末端の需要家の小口注文を集約することで、鉄鋼メーカーの注文ロットに対応させている(鉄鋼メーカーで製造されるコイルは、通常の冷延鋼板では10t以上にもなり、零細な業者単独で購入/加工できる量ではない)。もっとも、実際にはコイルセンターの下位にさらに小規模な流通業者が多数介在することで、鉄鋼が製造産業の末端まで供給される体制が整備されている。
4. 品質管理機能…自社で加工する際の精度維持などは基本的な管理項目。その他にもコイルに混入するスポット的な欠陥の除去(製造メーカーでコイルの不良部を逐一切断していては効率が悪いため、コイル中の微細な欠陥はそのまま出荷されるのが通例)など、鋼材流通における実際の素材供給拠点として、一定の品質を維持・管理している。

## コイルセンターにおける加工設備について
コイルセンターには鋼帯を加工するさまざまな設備があり、多様な加工が行われている。それらのうち主要なものについて記述する。
1. レベラー(レベラーシャー)…コイルを巻き戻し(アンコイル)、巻き癖などを矯正して平坦な形状にして(レベリング)、比較的大きな一定の寸法の鋼板に切断する(シャーリング)、コイルセンターにとってもっとも基本的な設備。この設備能力が大きいほど、大規模な業者と考えて概ね差し支えない。コイル端面の形状調整や微妙な寸法調整のために、コイルの端を切断する機能(幅トリミング)を有する設備も見られる。また、鋼材表面に保護フィルムを張ったり、鋼材表面に付着した油を拭き取るための特別な装置が付属している場合もある。
2. スリッター…コイルの幅を分割して、より狭幅のコイル(一般にフープと呼ぶ)を生産する設備。例えば、母材コイル幅1000mmを100mmX10に分割する(実際には切断代を考慮する必要があるため、もっと複雑)。コイルの途中で長さを切断するためにシャーも設置されるのが一般的。スリット幅は全て同じである必要はなく、設備の制限内で自由に設定可能。一度に20条近いフープを製造できる設備もある。
3. シャー…鋼板をさらに小さく切断する設備。例えば、1000X1000mmの鋼板から200X100mmの板を50枚切断する(実際には切断代を考慮する必要があるため、もっと複雑)。切断する寸法に応じて、いくつか性能の異なる設備を保有するのが一般的。
4. ブランク…鋼板(またはコイル)を型で打ち抜いて、複雑な形状の板を生産する(ブランキング)設備。板の性質や寸法に応じて型の微妙な調整が必要であり、独特のノウハウが求められる。
5. アンコイラー・リコイラー…コイルの裏表を反転させたり、コイルを分割する(例えば、20tコイルを5tX4にする)・コイル内径を変更する(例えば、762mmを610mmにする)等のために、巻き戻したコイルを再度巻く(リコイリング)するための設備。これを単独で持つ業者は少なく、スリッターラインにこの機能を兼務させることが多い(スリッターには標準でアンコイラー＋リコイラーが存在するので、わざわざ専用のラインを設置しなくても、対応は可能)。

コイルセンターの規模や業務形態によっては、一つの事業所にこれら全てが存在しているとは限らない。また、特定の加工に特化した業者も多く、それらは「スリッター業者」「シャーリング業者」などと呼ばれている。
なお、ステンレスやチタンといった材料でも、概ね普通鋼と同一のラインで加工が可能(ただし独特な作業ノウハウと工程管理が必要)であるため、コイルセンターの中には普通鋼の他にこうした素材を扱っている業者も存在している。ただし、ステンレス鋼は普通鋼とは異なる流通体系を持っているため、ステンレス鋼専業のコイルセンターが扱う量が圧倒的に多い。

## 主な技術管理項目・品質上のポイント
コイルセンターで管理される技術管理項目は極めて多岐に渡る。ここでは基本的な事項について紹介する。また、その他の品質を管理する上でのポイントについても、多少言及する。
1. 寸法精度…加工後の寸法精度(主に幅・長さ)は、そのコイルセンターの技術力を測るもっとも基本的な要素であるため、各業者がその向上にしのぎを削っている。加工内容や、完成後の鋼板の大きさ・板厚などによって微妙に保証値が異なってくるので、必要に応じて確認する必要がある。直角度や平坦度などにも保証値が存在する場合がある。なお、板厚については、素材コイルを製造したメーカーの精度がそのまま残るため、コイルセンター側では特に言及されない(通常はJIS規格一般相当)。厳しい板厚保証が必要な場合は、個別に素材コイルを鉄鋼メーカーに発注する必要がある(価格が上昇・納期がかかる)。
2. レベラーの能力…鋼板の形状をどの程度矯正できるかは、コイルセンターにとって重要な能力の一つである。矯正用のロールを増やしたり、矯正時に鋼帯に張力をかける(テンションレベラー)ことで、矯正能力を増大させることが可能であるが、ライン制御が難しくなるため、高い技術が求められる。
3. 切断部の性状…コイルセンターでの加工の多くは剪断のため、切断部には必ずバリが発生する。バリの形状や高さがどの程度なのかは、後処理の必要性を判断するのに重要な項目であり、各業者ごとで保証値が微妙に異なる。これらは加工する鋼種や物理的大きさなどによって変化することに配慮すべきである。また、切断面をよく観察すると、比較的きれいな部分と粗い部分に区分されるが、後者(脆性破断面)が占める比率をできるだけ小さくする方が、後の加工に有利である。これは切断する材料の性質・寸法、刃の品質と当たり方、さらには作業スピードや作業時の温度など、さまざまな要素によって変化するため、各業者でさまざまなノウハウが蓄積されている。
4. クラウンの制御…鉄鋼メーカーで製造されたコイルは、圧延時に圧延ロールがたわむため、板幅の中央部がやや厚く、両端部がやや薄くなり、凸レンズ状の板厚プロフィールを持つ。これをクラウンと呼ぶが、その差異は概ね数十μm以下である。しかし、特にスリット加工時においては、このわずかな板厚の差異が様々な障害を起こすため、コイルごとに特徴を読み取り、微妙な調整をする必要がある。特にフープごとに仕上がり幅が異なるような作業をする際には、この調整の巧拙が仕上がりに大きく影響する。
5. ラインの清掃…鋼材を加工する際には必ず加工屑が発生する。これらは当然回収・リサイクルされるが、ライン内部にも微細な粒子が付着している。同一鋼種の切断を続ける場合は問題ないが、普通鋼とステンレス、あるいはめっき鋼板・カラー鋼板が交互に加工される場合等では、違う鋼種の粒子が存在すると、それを起点としてもらい錆が発生することがある。また、塗油の種類によっては、ライン内に油が付着してしまい、思わぬトラブルの原因になる。こうしたことを防ぐために、各ラインでは一定のルールを設けてラインの清掃を行っている。非常に地味な項目ではあるが、日本のコイルセンターはこの管理が優れており、諸外国との品質優位性を支える一つになっている。

## コイルセンターへの発注について

### 発注時の基本項目
需要家がコイルセンターに新規に注文を出す際は、
- 鋼板の規格
- 必要寸法と寸法公差、フープの場合は必要に応じてフープ内径とフープ単重も指定
- 必要枚数(フープ数)または重量
- 梱包様式および荷姿
- 受渡場所と輸送形式
- 納期

といった項目について指定するのが一般的。場合によってはバリの最大値・平坦度・直角度などの打ち合わせを行うこともある。表面性状を特に気にする一部の製品(光沢仕上げのステンレス鋼など)では表面の保護フィルム指定や油付着禁止指定といった項目が追加されることがある。また、素材となるコイル調達をコイルセンターに依頼するか、自社で調達してコイルセンターに持ち込むかも、重要な見積もり項目である。
例えば、新日本製鐵直系の業者にJFEスチール独自鋼種を注文したり、自動車向け加工専門の業者に建材部品向けの小切断品を注文したりしても、対応できないとして受注を断られることが多い。冒頭で述べたとおり、コイルセンターには業者によって得意とする分野があり、発注側はある程度それを理解した上で注文を依頼するほうが望ましい。もっとも、全くお門違いの引合が寄せられた場合でも、コイルセンターは他の業者を紹介するなどの便宜を図ってくれることが多い。

### 作業費用
コイルセンターでの作業費用は、概ね
- 材料となる鋼材の費用(コイルセンター側で用意する場合)
- 実際の加工費用
- 加工時に発生する歩損の費用
- 梱包費用
- 輸送費用(コイルセンター側で輸送する場合)
- その他特別な処理にかかる費用(保護フィルム貼付・加工公差の厳格対応など)

といった費目で構成されている。見積もり時にはこうした内容についてよく確認することが必要である。

### 納期
製品の納期については、素材在庫の有無・加工内容とその数量によって大きく変化するため、一概に決められない。一つの目安として、素材在庫がある場合の標準納期は注文受付後1週間前後という業者が多いようである。繁忙期には3週間近く待たされることも珍しくない。従来から紐付きユーザーとして継続して取引している場合には、条件が揃えば2-3日での短納期対応が可能なこともある。なお、コイルセンターに素材在庫がない場合は、鉄鋼メーカーにコイル発注をする必要があるため、相当の時間がかかる。

### 一般市民の需要について
一般の市民がコイルセンターに直接注文を出すことは、製造ロットがあわず、まずありえない。鋼材が必要な場合は、市中の板金業者やホームセンター等での小口加工を利用するのが、ごく一般的。調達できる鋼種や寸法(板厚)はかなり限定されるが、市民の通常の鋼材使用にあたっては、これで大半が事足りる。どうしても特殊な製品が必要な場合は、板金業者経由でコイルセンターに注文を出すことになるが、ロットの都合上相当割高になる上、納期がかなりかかることを考慮する必要がある。